# Campeonato Mundial de Polo de 2011
El Campeonato Mundial de Polo de 2011 fue la novena versión del Campeonato Mundial de Polo y se desarrolló desde el 10 al 21 de octubre del mismo año en Estancia Grande, San Luis, Argentina.
En Asamblea General, la Federación Internacional de Polo, designó por unanimidad a Estancia Grande en San Luis, como sede del 9° Campeonato Mundial de Polo en Palm Beach, Estado de Florida, Estados Unidos el 19 de abril de 2010. 
Diez equipos nacionales clasificaron para la Copa del Mundo después de los play-offs que se disputaron también en 2011. El campeonato se jugó con equipos de hasta 14 goles de handicap.
El conjunto local, dirigido por Martín Zubía, se coronó campeón por cuarta vez en su historia, venciendo a Brasil por 12 goles a 11 en la final.
El conjunto argentino jugó la final con Pablo Llorente (4 goles de handicap), Alfredo Capella (4), Martín Inchauspe (5) y Salvador Jauretche (1). Por su parte los subcampeones jugaron con Beto Junqueira (1), Pedro Zacharias (5), Xande Junqueira (4) y Joao Novaes (4).

## Equipos participantes
En la fase final participaron diez selecciones nacionales.
| Continente             | Zona                 | Cupos | Selección                |
| ---------------------- | -------------------- | ----- | ------------------------ |
| Organizador            | –                    | 1     | Argentina                |
| Campeón defensor       | –                    | 1     | Chile                    |
| América del Norte      | Clasificación Zona A | 2     | Estados Unidos México    |
| América del Sur        | Clasificación Zona B | 1     | Brasil                   |
| Europa                 | Clasificación Zona C | 2     | Italia Inglaterra        |
| Asia, Oceanía y África | Clasificación Zona D | 3     | India Pakistán Australia |

## Desarrollo del campeonato
La fase final se dividió en dos grupos. A diferencia de los mundiales anteriores los primeros de cada grupo disputaron la final, mientras que segundos disputaron el partido por el tercer puesto.

### Grupo A
| Fecha         | Equipo 1  | Equipo 2 | Marcador |
| ------------- | --------- | -------- | -------- |
| 10 de octubre | Argentina | México   | 13 – 6   |
| 10 de octubre | Pakistán  | Italia   | 6 – 17   |
| 12 de octubre | Argentina | Pakistán | 17 – 8   |
| 12 de octubre | México    | India    | 9 – 11   |
| 14 de octubre | India     | Italia   | 12 – 13  |
| 14 de octubre | Pakistán  | México   | 9 – 10   |
| 16 de octubre | India     | Pakistán | 10 – 12  |
| 16 de octubre | Argentina | Italia   | 8 – 7    |
| 18 de octubre | México    | Italia   | 7 – 8    |
| 18 de octubre | Argentina | India    | 14 – 9   |

| Posición | Selección | PJ | PG | PE | PP | GF | GC | DIF | PUNTOS |
| -------- | --------- | -- | -- | -- | -- | -- | -- | --- | ------ |
| 1        | Argentina | 4  | 4  | 0  | 0  | 52 | 30 | +22 | 8      |
| 2        | Italia    | 4  | 3  | 0  | 1  | 45 | 33 | +12 | 6      |
| 3        | India     | 4  | 1  | 0  | 3  | 42 | 48 | -6  | 2      |
| 4        | México    | 4  | 1  | 0  | 3  | 32 | 41 | -9  | 2      |
| 5        | Pakistán  | 4  | 1  | 0  | 3  | 35 | 54 | -19 | 2      |

### Grupo B
| Fecha         | Equipo 1       | Equipo 2       | Marcador |
| ------------- | -------------- | -------------- | -------- |
| 11 de octubre | Brasil         | Estados Unidos | 11 – 5   |
| 11 de octubre | Chile          | Inglaterra     | 7 – 13   |
| 13 de octubre | Estados Unidos | Inglaterra     | 5 – 7    |
| 13 de octubre | Brasil         | Australia      | 11 – 8   |
| 15 de octubre | Australia      | Inglaterra     | 5 – 10   |
| 15 de octubre | Chile          | Estados Unidos | 6 – 5    |
| 17 de octubre | Brasil         | Chile          | 12 – 7   |
| 17 de octubre | Australia      | Estados Unidos | 10 – 9   |
| 19 de octubre | Australia      | Chile          | 12 – 11  |
| 19 de octubre | Brasil         | Inglaterra     | 15 – 14  |

| Posición | Selección      | PJ | PG | PE | PP | GF | GC | DIF | PUNTOS |
| -------- | -------------- | -- | -- | -- | -- | -- | -- | --- | ------ |
| 1        | Brasil         | 4  | 4  | 0  | 0  | 49 | 34 | +15 | 8      |
| 2        | Inglaterra     | 4  | 3  | 0  | 1  | 44 | 32 | +12 | 6      |
| 3        | Australia      | 4  | 2  | 0  | 2  | 35 | 41 | -6  | 4      |
| 4        | Chile          | 4  | 1  | 0  | 3  | 31 | 42 | -11 | 2      |
| 5        | Estados Unidos | 4  | 0  | 0  | 4  | 24 | 34 | -10 | 0      |

### Partido por el tercer puesto
| Fecha         | Equipo 1 | Equipo 2   | Marcador |
| ------------- | -------- | ---------- | -------- |
| 21 de octubre | Italia   | Inglaterra | 9 – 7    |

### Gran final
| Fecha         | Equipo 1  | Equipo 2 | Marcador |
| ------------- | --------- | -------- | -------- |
| 21 de octubre | Argentina | Brasil   | 12 – 11  |

### Clasificación final
| Posición | Selección      |
| -------- | -------------- |
| 1        | Argentina      |
| 2        | Brasil         |
| 3        | Italia         |
| 4        | Inglaterra     |
| 5        | Australia      |
| 6        | India          |
| 7        | México         |
| 8        | Chile          |
| 9        | Pakistán       |
| 10       | Estados Unidos |

Campeón
Argentina

### Premios
- Jugador más valioso: Alfredo Cappella (Argentina).
- Mejor caballo: Coupé 259 (propiedad de Francisco Dorignac).